# Diamantbedrageren
Diamantbedrageren er en dansk stum kriminalfilm fra 1910 produceret af Nordisk Films Kompagni med Alwin Neuss i rollen som mesterdetektiven Harry Taxon, der i filmprogrammet angives at være elev af Sherlock Holmes. Filmens instruktør er ukendt.
Filmen havde dansk biografpremiere den 24. oktober 1910 i Kinografen. Filmen blev i engelsktalende lande distribueret som The Diamond Swindler og i tysktalende lande som Der Diamantenbetrüger.

## Handling
En nobel og destingveret gentleman franarrer en ung greve penge for et værdiløst smykke. Ved e efterfølgende fest, hvor smykket vises frem, ser en baronesse kan se, at smykket er uægte, og en juvelerer bekræfter dette. Baronessen går til en detektiv or at opklare mysteriet, og kort efter henvender svindleren sig til baronessen for igen med det samme svindelnummer at narre penge fra baronessen. Baronessen aftaler med svindleren at møde hende næste dag. Da de mødes er detektiven også til stede og svindleren afsløres.

## Medvirkende
- Alwin Neuss som detektiven Harry Taxon, elev af Sherlock Holmes
- Sofus Wolder
- Franz Skondrup